# وانغ جونغ (لاعب كرة الماء)
وانغ جونغ (بالصينية: 王用) هو لاعب كرة الماء صيني، ولد في 29 يناير 1979 في شانغهاي في الصين.

## وصلات خارجية
- وانغ جونغ على موقع أوليمبيديا (الإنجليزية)